# Ophrys × maremmae
Ophrys × maremmae O.Danesch & E.Danesch è una pianta erbacea della famiglia delle Orchidacee.
È un'entità di origine ibridogena (O. fuciflora × O. tenthredinifera).

## Tassonomia
Sono note le seguenti sottospecie:
- Ophrys × maremmae nothosubsp. maremmae
- Ophrys × maremmae nothosubsp. alburnica (Büel, O.Danesch & E.Danesch) Del Prete
- Ophrys × maremmae nothosubsp. iglesientis Licheri & Biagioli
- Ophrys × maremmae nothosubsp. laurentii (O.Danesch & E.Danesch) Del Prete
- Ophrys × maremmae nothosubsp. tardans (O.Danesch & E.Danesch) Del Prete